# Morzine
Morzine (frankoprovansalsko Morzena) je zimsko-športno središče in občina v francoskem departmaju Haute-Savoie regije Auvergne-Rona-Alpe. Leta 1999 je naselje imelo 2.933 prebivalcev.

## Geografija
Kraj leži v Savoji v bližini meje s Švico, 80 km severovzhodno od Annecyja. 

## Uprava
Občina Morzine skupaj s sosednjimi občinami La Baume, Le Biot, Essert-Romand, La Forclaz, Montriond, Seytroux, Saint-Jean-d'Aulps in La Vernaz sestavlja kanton Biot s sedežem v Le Biotu. Kanton je sestavni del okrožja Thonon-les-Bains.

## Zgodovina
Morzine je bil sprva pristava nekdanjega cistercijanskega samostana iz bližnjega Saint-Jeana, prvikrat omenjena v papeški buli iz leta 1181 (Morgenes - mejno ozemlje).

## Šport
Morzine je znan kot pomembno smučarsko središče. Nahaja se v centru velikega zimskošportnega območja Portes du Soleil med Mont Blancom in Ženevo; z bližnjim Avoriazom je prizorišče številnih tekem v alpskem smučanju.
Morzine je večkratno ciljno prizorišče gorskih etap kolesarske dirke Tour de France, prizorišče svetovnega pokala v jadralnem padalstvu in gorskem kolesarjenju.

## Pobratena mesta
- Bonifacio (Corse-du-Sud);